# Marques Batista de Abreu
Marques Batista de Abreu (* 12. únor 1973) je bývalý brazilský fotbalista.

## Reprezentační kariéra
Marques Batista de Abreu odehrál za brazilský národní tým v letech 1994–2002 celkem 13 reprezentačních utkání a vstřelil v nich 4 góly.

## Statistiky
| Brazílie | Brazílie | Brazílie |
| Roky     | Záp.     | Góly     |
| -------- | -------- | -------- |
| 1994     | 1        | 0        |
| 1995     | 1        | 1        |
| 1996     | 2        | 2        |
| 1997     | 0        | 0        |
| 1998     | 0        | 0        |
| 1999     | 0        | 0        |
| 2000     | 6        | 1        |
| 2001     | 0        | 0        |
| 2002     | 3        | 0        |
| Celkem   |          |          |